# 後江省
後江省（越南语：／）是原越南湄公河三角洲的一个省，省莅渭清市。

## 地理
后江省北接芹苴市和永隆省，南接薄寮省，东接朔庄省，西接坚江省。

## 歷史
1976年2月，朔庄省、芹苴省和芹苴市合并为后江省，下辖芹苴市、朔庄市社、渭清市社、禿衂縣、乌门县、週城縣、凤合县、隆美县、计册县、美秀县、美川县、隆富县、盛治县、永州县1市2市社11县，省莅芹苴市。今日后江省区域包括渭清市社、週城縣、凤合县、隆美县1市社3县。
1977年1月15日，胡志明市崑岛县划归后江省管辖。
1977年12月15日，渭清市社改制为渭清市镇，并入隆美县。
1979年5月30日，崑岛县划归头顿-崑岛特区管辖。
1981年10月26日，隆美县析置美清县。
1982年4月6日，美清县更名为渭清县。
1991年12月26日，后江省分设为芹苴省和朔庄省，芹苴省下辖芹苴市、禿衂縣、乌门县、週城縣、隆美县、凤合县、渭清县1市6县，省莅芹苴市；朔庄省下辖朔庄市社、计册县、美秀县、隆富县、盛治县、美川县、永州县1市社6县，省莅朔庄市社。今日后江省包括週城縣、隆美县、凤合县、渭清县4县。
1999年7月1日，芹苴省渭清县析置渭清市社，并更名为渭水县。
2000年11月6日，芹苴省週城縣析置週城A縣。
2003年11月26日，芹苴省分设为直辖市芹苴市和新的后江省，芹苴市包括省辖芹苴市、乌门县、禿衂縣1市2县和週城縣、週城A縣2县部分区域，后江省包括渭清市社、凤合县、隆美县、渭水县1市社3县和週城縣、週城A縣2县大部分区域，省莅渭清市社。
2005年7月26日，凤合县析置新合市社。
2006年10月27日，新合市社更名为我𠤩市社。
2010年9月23日，渭清市社改制为渭清市。
2015年5月15日，隆美县析置隆美市社。
2019年12月3日，隆美市社被评定为三级城市。
2019年12月19日，渭清市被评定为二级城市。
2020年1月10日，我𠤩市社改制为我𠤩市。
2025年7月1日併入芹苴市後走入歷史。

## 行政區劃
后江省下辖2市1市社5县，省莅渭清市。
- 渭清市（Thành phố Vị Thanh）
- 我𠤩市（Thành phố Ngã Bảy）
- 隆美市社（Thị xã Long Mỹ）
- 週城縣（Huyện Châu Thành）
- 週城A縣（Huyện Châu Thành A）
- 隆美縣（Huyện Long Mỹ）
- 鳳合縣（Huyện Phụng Hiệp）
- 渭水縣（Huyện Vị Thủy）

## 外部連結
- 后江省电子信息门户网站 （页面存档备份，存于）（越南文）